# Здание духовной академии (Санкт-Петербург)
Здание духовной академии — здание Санкт-Петербургской духовной академии, расположенное в Санкт-Петербурге на набережной Обводного канала. Здание построено специально для СПбДА в 1817—1819 годы. В 1918 годы отобрано у СПбДА, но в 2013 году — возвращено.

## История
В 1721 году в Санкт-Петербурге при Александро-Невском монастыре было основано училище («Славянская школа»), на основе которого затем возникли все духовно-учебные заведения российской столицы. С 1725 года учебное заведение называлось Славяно-греко-латинской семинарией, с 1788 года — Главной семинарией, а с 1797 года — Академией (с 1913 года — Императорская).
Первоначально это духовное учебное заведение размещалось в зданиях близ лавры, а с 1789 года — в её Федоровском корпусе. В 1811 году проект здания Академии предложил А. Е. Штауберт, но осуществить его не удалось. Современное здание было построено в 1817—1821 годах по проекту Л. Руска и Д. Кваренги, отделкой руководил И. И. Шарлемань. Закладка академического здания была освящена 10 июня 1817 года митрополитом Амвросием. 26 августа 1819 года петербургский митрополит Михаил (Десницкий) освятил храм на втором этаже и все помещения корпуса.
В 1852—1853 годах академическая церковь была перестроена архитектором А. С. Кудиновым. В 1879—1882 годах гражданский инженер Д. В. Люшин выполнил работы по расширению здания: к его боковым выступам со стороны двора сделали небольшие трехэтажные пристройки, а также построены служебные квартиры и библиотечный корпус. В 1881—1882 годах здание также было расширено по проекту архитектора Г. И. Карпова. В 1915 году для студентов рядом с Академическим храмом было решено выстроить новое общежитие, однако по причине недостатка средств это не было осуществлено.
После Октябрьской революции, в 1918 году, здание было передано приюту для дефективных детей, в конце 1927 года — Ленинградского Восточного института им. А. С. Енукидзе, который был закрыт в июне 1938 года. Храм Двенадцати апостолов официально закрыли в середине 1919 года, а в конце 1922 года был разобран и передан на склад его иконостас.
Во время Великой Отечественной войны, с осени 1941 года, здание использовалось под военный госпиталь, а после окончания войны несколько десятилетий было занято Ремесленным училищем № 16, Индустриально-педагогическим техникумом, Институтом повышения квалификации работников профессионально-технического образования. Затем его занимал Ленинградский техникум физической культуры и спорта (впоследствии Санкт-Петербургский колледж физической культуры и спорта, экономики и технологии). В академическом храме Двенадцати апостолов был расположен спортзал.
Процесс возвращения здания первоначальному владельцу начался только в 1993 году и завершился в конце 2013 года: 29 ноября в академическом храме Двенадцати апостолов заместителем руководителя Территориального управления Росимущества в городе Санкт-Петербурге Станиславом Игоревичем Шульженко и ректором Санкт-Петербургской православной духовной академии епископом Петергофским Амвросием (Ермаковым) был торжественно подписан акт о передаче исторического здания Русской православной церкви академии на праве безвозмездного и бессрочного пользования. Начались реставрация и переоборудование здания под нужды Санкт-Петербургской духовной академии. Концепция реставрации предполагает создание образовательного кампуса, который сможет вместить в себя все ступени образования — от детского сада до аспирантуры. Сама же территория, на которой располагается Академия, станет рекреационной парковой зоной, плавно переходящей в Митрополичий сад возле Александро-Невской лавры. С июня 2022 года по ноябрь 2023 года проводились ремонтно-реставрационные работы по реконструкции фасадов здания.